# Humbrías
Humbrías es una pedanía de Lorca (Región de Murcia, España), situada en el Oeste del municipio, en la frontera con la provincia de Almería, en Andalucía. Se encuentra en un territorio casi despoblado, y cuenta con 16 habitantes. Su economía se basa casi exclusivamente en la agricultura.